# Bousier
Taxons concernés
- Plusieurs familles
- Scarabaeidae
  - Scarabaeinae
  - Aphodiinae
- Geotrupidaemodifier

Les bousiers sont des insectes coléoptères coprophages. La plupart de ces espèces appartiennent aux sous-familles des Scarabaeinae et des Aphodiinae de la famille des Scarabaeidae. Ils se nourrissent presque exclusivement d'excréments et de résidus de parturitions. La sous-famille des Scarabaeinae est parfois vulgairement appelée vrais bousiers. On trouve aussi des bousiers dans d'autres familles, comme les Geotrupidae (avec le scarabée tunnelier). La seule famille des Scarabaeinae comprend plus de 5 050 espèces.

## Comportement
Beaucoup de bousiers, appelés piluliers, se servent de leurs pattes antérieures et de leurs mandibules pour façonner les morceaux de bouse en pelotes sphériques qu'ils peuvent ainsi déplacer en les faisant rouler sur le sol jusqu'à leur terrier tout en pilant la bouse pour que celle-ci rentre. Les géotrupes, eux, font leurs terriers sous un tas d'excrément, utilisant la matière fécale à la fois comme nourriture et comme matériau de construction. D’autres bousiers, les tunneliers, enterrent les morceaux de bouse chaque fois qu’ils le peuvent. Un quatrième groupe, les endocoprides, vivent tout simplement dans la bouse, sans la déplacer ni la façonner. Ils sont souvent spécialisés pour des bouses d’une espèce précise.
Le bousier est monogame.

## Description
Ces scarabées présentent parfois une tête en forme de pelle (comme chez les « télécoprides »). Les tibias des pattes antérieures sont puissants et élargis. Grâce à cette morphologie, ils rassemblent des excréments (par exemple, des bouses de vache), en forment une boule qu’ils roulent à l’aide de leurs pattes arrière pour la mettre à l’abri et la consommer.
Il ne faut pas les confondre avec des bousiers comme le géotrupe du fumier, Geotrupes stercorarius et espèces voisines, qui creusent des galeries dans les excréments, mais ne forment pas de boules.
La taille des bousiers est variable d’une espèce à l’autre ; les endocoprides sont d’ordinaire longs et minces. Les bousiers sont généralement de couleur noire ou brun foncé ; leur exosquelette offre parfois un éclat métallique, particulièrement chez les espèces tropicales. La plupart des bousiers ont un corps plat mais robuste. Les mâles ont la tête ou le thorax cornu. Quelques scarabées, à l’exception des endocoprides, sont munis de pattes puissantes et dentées qui leur permettent de façonner et de faire rouler les boules d’excrément avec une préhension correcte. Les tarses des pattes antérieures d’un bousier adulte sont généralement très usés ou mutilés du fait de l’incessant travail de creusement des galeries (certaines espèces sont même dépourvues de tarse aux pattes antérieures). Certaines espèces vivant dans le désert ont des pattes couvertes de cils qui leur permettent de se déplacer plus facilement dans le sable. Quant aux mandibules, elles sont adaptées au régime alimentaire de cet animal.
On en connaît plusieurs espèces en Europe dont :
- Scarabaeus semipunctatus Fabricius, 1792
- Scarabaeus sacer, Bousier sacré Linnaeus, 1758
- Scarabaeus laticollis Linnaeus, 1767.

Le bousier présente la particularité d'être, à son échelle, l'insecte le plus fort du monde. Celui-ci peut en effet soulever une masse équivalente à 1 141 fois son poids. Le docteur Rob Knell, de l'université Queen Mary à Londres, a pu déterminer la force du bousier taureau (Onthophagus taurus, ) via un système de pot fixé sur le dos de l'insecte qu'il remplissait d'eau, jusqu'à ce que celui-ci ne puisse plus se déplacer. Il est alors arrivé à un ratio de 1141/1. D'après l'équipe du docteur Knell, cette capacité serait en rapport avec la recherche de partenaires sexuels, leur supériorité sur leurs rivaux étant un atout pour les femelles.
Par ailleurs, les ommatidies du bousier sont sensibles aux ultraviolets (Labhart & Meyer 1999).

## Écologie et éthologie
Les bousiers se trouvent dans des habitats extrêmement variés : les déserts, les terres cultivées, la forêt et les prairies. Toutefois, ils redoutent les températures extrêmes. On les trouve sur tous les continents, sauf dans l’Antarctique.
Les bousiers se nourrissent des fèces de phytophages et d’omnivores, mais avec une préférence pour les premiers. Plusieurs d’entre eux se nourrissent aussi de champignons et de feuilles et fruits en décomposition. Ils n’ont besoin d’aucun autre aliment dans la mesure où les excréments contiennent la totalité des nutriments dont leur métabolisme a besoin. De même, l’humidité des excréments les dispense de boire. Les larves se nourrissent des fibres végétales non complètement digérées par les mammifères, alors que les adultes ne peuvent manger aucune nourriture solide : leurs mandibules leur servent à comprimer la matière fécale et à sucer le jus qui s’en exprime, un liquide plein de micro-organismes et d’autres aliments (comme la lymphe de certaines chenilles coprophages qui finissent entre les mandibules d’un bousier).

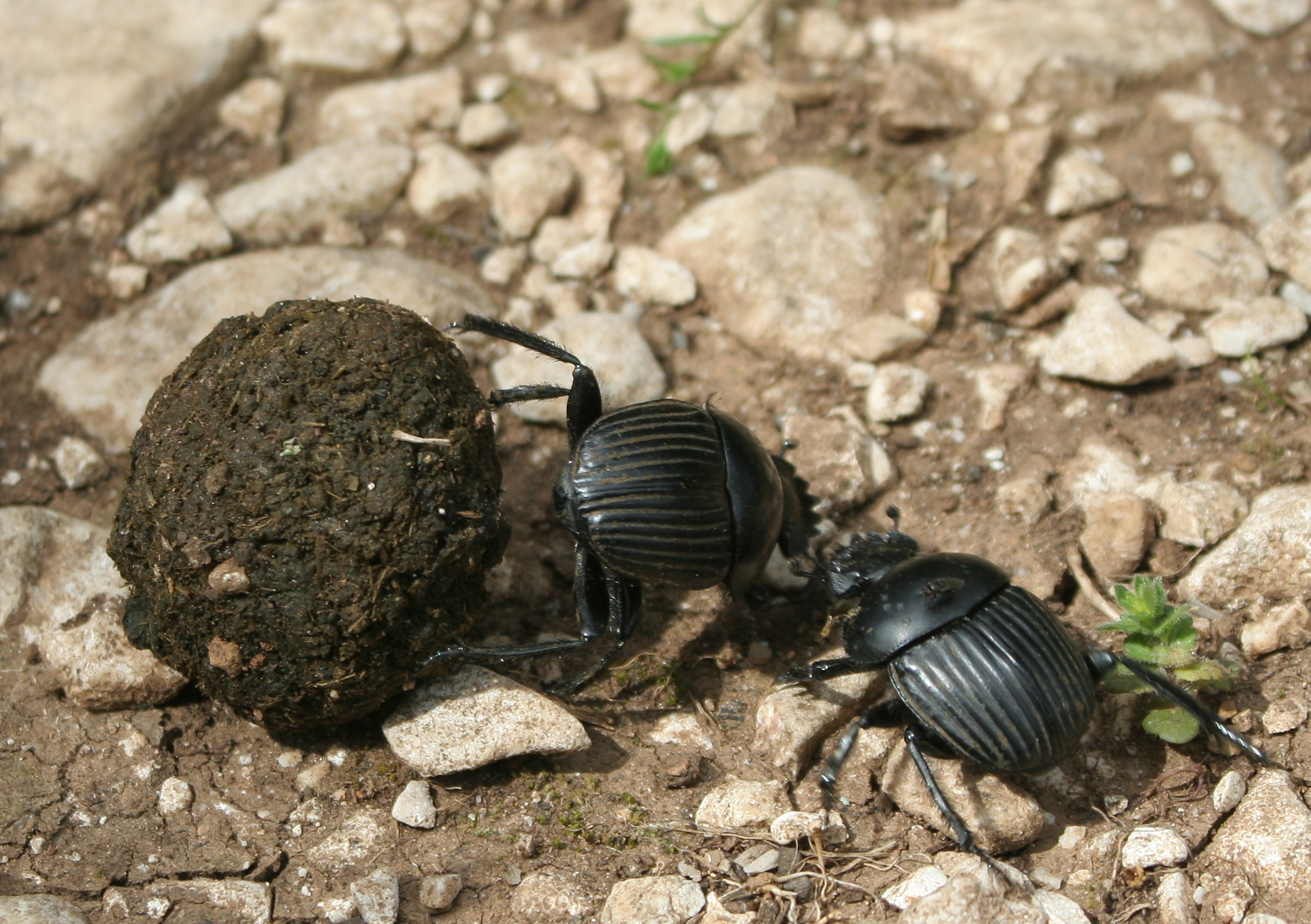
Deux bousiers s'affrontant pour la propriété d'une pelote fécale.

Les bousiers trouvent généralement leur nourriture grâce à leur odorat très développé. Les plus petites espèces, cependant, se bornent à s’accrocher aux cuisses des ruminants en attendant leur subsistance.
Des chercheurs de l’université de Lund ont montré qu’une espèce de bousier Scarabaeus satyrus s'oriente la nuit sans nuages avec la lune et la nuit avec la lune masquée par les nuages grâce aux étoiles de la Voie lactée (à l'instar de certains autres insectes, des araignées ou quelques vertébrés comme des oiseaux ou les hommes) tandis qu'en plein jour l'espèce s’oriente en suivant des signaux polarisés dans la lumière du jour, cette orientation étant réalisée par une danse caractéristique sur leurs pelotes fécales une fois leur confection achevée pour garder le cap. Mais, très souvent aussi, les bousiers cherchent à s’approprier la pelote fécale d’un congénère, ce qui oblige l’insecte à se hâter de quitter une bouse une fois qu’il a réussi à former une pelote de bonne taille, de peur de se la faire voler. Le plus court chemin étant la ligne droite, l’animal utilise un point de visée qu’il ne quitte plus des yeux pour déplacer son fardeau.
L’espèce étudiée par ces chercheurs, S. zambesianus, confectionne en principe des pelotes de 2 cm de diamètre, sauf lorsqu’un mâle cherche à s’accoupler avec une femelle ; il va alors confectionner une pelote géante de 5 cm de diamètre. La femelle montera sur la pelote de temps à autre pour y pondre, puis la progéniture se nourrira de cette pelote elle-même,,.
Après éclosion des œufs, le bousier subit au cours de sa croissance une métamorphose complète. Les larves grandissent dans des pelotes fécales préparées par les parents. Au cours de la période larvaire, l’animal mange la nourriture qui l’entoure.
Les piluliers font rouler puis enterrent les pelotes tant comme réserve de nourriture que comme matériau de construction. Dans ce dernier cas, on verra deux scarabées, un mâle et une femelle, pousser la pelote. C'est d’ordinaire le mâle qui pousse la pelote, tandis que la femelle l’attend ou le suit, bien que parfois les deux poussent la pelote. Tous les scarabées semblent programmés pour déplacer leur fardeau en ligne droite, quels que soient les obstacles rencontrés.
Comme on l’a vu, d’autres scarabées sont à l’affût au cours de ce transport, cherchant à voler la nourriture ; l’agresseur est la plupart du temps un mâle. Il n’est pas rare que ces épisodes se terminent en combat. Après une telle lutte, le couple, qui s’est séparé, se reforme et poursuit l’acheminement. Lorsqu’un sol suffisamment meuble est enfin trouvé, ils commencent à creuser, puis s’accoupleront sous terre. Après l’accouplement, seul ou à deux, ils commenceront à former un cocon dans lequel la femelle pondra ses œufs. Quelques femelles restent encore pour veiller sur les larves.
Jusqu’aux travaux pionniers de Jean-Henri Fabre, les entomologistes se sont longtemps mépris sur le comportement du bousier. Par exemple, Fabre mit un terme à la légende selon laquelle un bousier appelait ses congénères à l’aide lorsqu’il ne pouvait franchir un obstacle. Par une série d’observations pénibles et de patientes expériences, il démontra que les prétendus collaborateurs n’étaient en réalité que des concurrents à l’affût d’une occasion pour s’emparer de la pelote de leur congénère :

« Vainement, je me demande quel est le Proudhon qui a fait passer dans les mœurs du Scarabée l’audacieux paradoxe : « La propriété, c’est le vol » ; quel est le diplomate qui a mis en honneur chez les bousiers la sauvage proposition : « La force prime le droit... »

Jean-Marc Drouin utilise notamment cet exemple dans Philosophie de l'insecte pour montrer que les scènes de la vie des insectes sont investies par tout un imaginaire bourgeois.
Les vermifuges donnés abondamment aux vaches contribuent à leur disparition. Pierre Jay-Robert a établi une simulation évaluant l'impact climatique à la fin du XXIe siècle sur 40 espèces de bousiers d'Espagne et du sud de la France, il en conclut que : trois espèces seront menacées, onze espèces deviendront rares, trois seront favorisés dans leur lieu de vie, seize espèces effectueront une migration vers le nord et sept espèces ne seront pas impactées par le changement climatique. Jacques-Louis de Beaulieu rapporte que cette évaluation ne tient pas compte des conséquences de l'utilisation d'antibiotiques et des effets de la température sur les cycles de vie.

## Fonction dans l'écosystème

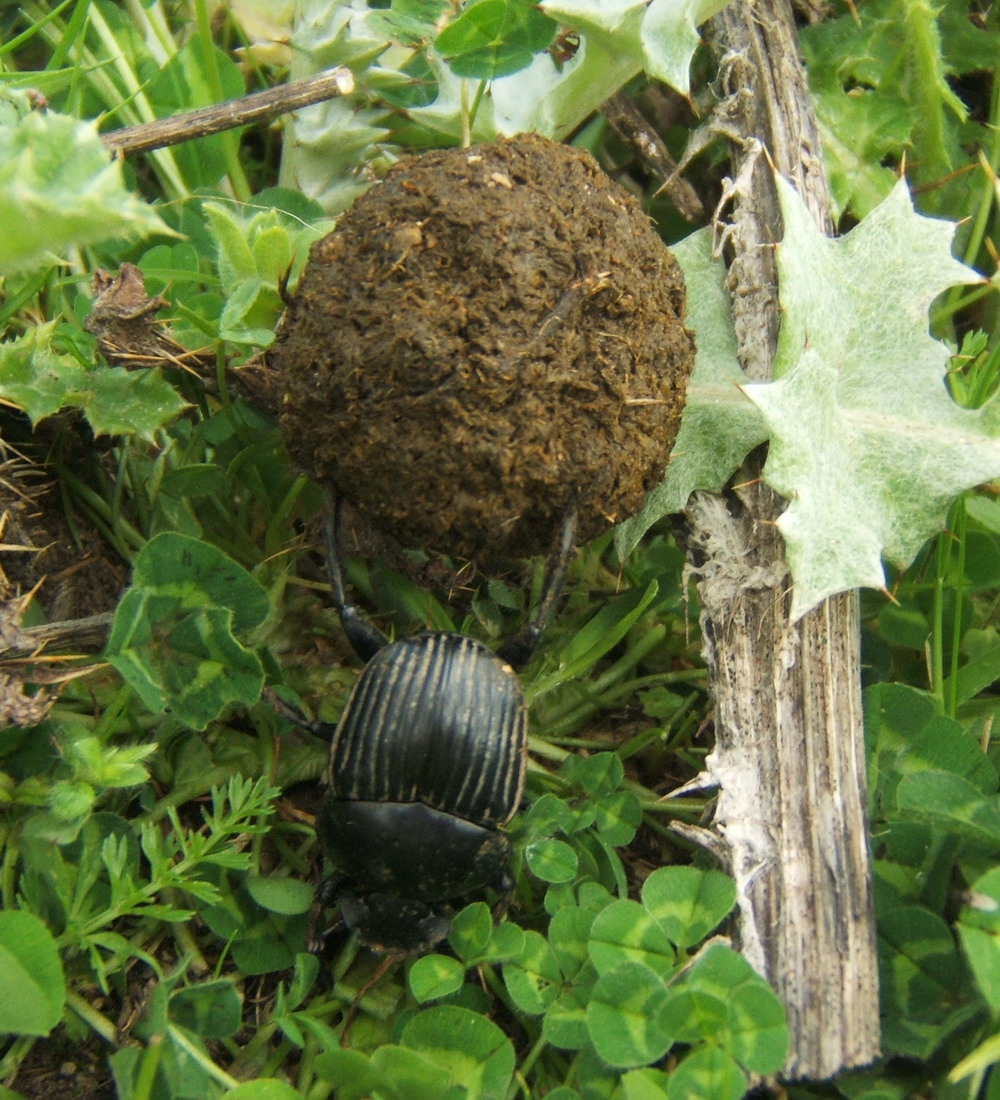
Un scarabée pilulier à l'œuvre.

Les bousiers jouent un rôle particulier dans l’agriculture : en enterrant ou en recyclant les excréments par leur digestion, ils accélèrent la formation d’engrais naturel et enrichissent le sol en matière organique et sels minéraux. Ils protègent aussi le bétail, notamment les ruminants, des possibles infections que les excréments, longtemps abandonnés à la putréfaction naturelle, pourraient propager par l’intermédiaire de parasites, comme les mouches. C’est pour cette raison que de nombreux pays ont introduit ces créatures au grand bénéfice de leur élevage. Dans les pays en voie de développement, les bousiers sont un facteur important de promotion de l’hygiène.
L'American Institute of Biological Sciences estime que les bousiers, en enterrant les déjections, font épargner environ 380 millions de dollars au secteur agroalimentaire des États-Unis. Ce rôle écologique et économique a particulièrement été mis en évidence en Australie où le bétail importé dès le XVIIIe siècle par les colons anglais déféquait entre 350 et 450 millions de bouses par jour au milieu du XXe siècle. Les 212 espèces de Scarabaeinae préexistantes autochtones, adaptées aux petites crottes très sèches des kangourous et autres marsupiaux, délaissaient les bouses trop molles et trop humides du bétail. L'accumulation de crottes des ovins et des bouses des bovins stérilisait le sol (disparition d'un million d'hectares de pâturage par an) et contribuait à la pullulation de mouches piqueuses pondant sur le bétail, ce qui entraînait sa mort. L'absence d'insectes coprophages endémiques capables de recycler ces matières fécales a ainsi poussé le gouvernement australien à lancer le projet bousiers (en) (1965-1985) qui a dès les années 1960 acclimaté une quarantaine d'espèces de bousiers d'Afrique et du sud de l'Europe.

Depuis les années 1990, ce phénomène de stérilisation apparaît dans les régions d'élevage du monde entier. La médecine vétérinaire utilise en effet massivement des molécules chimiques de synthèse pour lutter contre les parasites intestinaux du bétail. Les résidus de ces médicaments se retrouvent dans les excréments et contribuent au déclin des insectes coprophages.
Les bousiers ont contribué à l'apparition des premiers hominidés dans la savane arborée africaine. Cette savane ne se reboise pas complètement grâce au broutage des grands mammifères herbivores, consommateurs d'herbes qui peuvent pousser en quantité suffisante grâce à la bonne fertilité du sol entretenue par ces coléoptères coprophages.
Ceratocaryum argenteum est une plante qui utilise le mimétisme au niveau des graines pour tromper les bousiers, en leur faisant croire qu'il s'agit de crottes d'antilopes, tant par l'aspect que par l'odeur. Ils transportent les graines et les enterrent avant de se rendre compte qu'il est impossible de pondre un œuf à l'intérieur,.
L'utilisation dans les élevages d'un antiparasitaire, l'ivermectine, qui est hautement létale pour les bousiers ainsi que d'autres insectes, est cause de la chute drastique des populations de bousiers dans les zones agricoles de plusieurs continents.

## Aspects culturels

### Le scarabée dans l’Égypte antique
L’Égypte a vénéré plusieurs espèces de bousiers, en particulier le Bousier sacré (Scarabaeus sacer).

### Médecine traditionnelle
Certaines pratiques de la médecine chinoise utilisent les bousiers, comme nombre d’autres insectes, sous forme desséchée, comme ingrédient appelé qianglang (蜣蜋).

### Littérature
La fable d’Ésope intitulée Le bousier et l'aigle raconte comment un aigle tue un lièvre malgré les suppliques d’un scarabée. Le coléoptère se venge en détruisant par deux fois les œufs de l’aigle. L’oiseau, désespéré, vole vers l’Olympe et remet ses derniers œufs entre les mains de Zeus, priant le souverain des dieux de les protéger. Lorsque le scarabée découvre l’échappatoire trouvée par son adversaire, il s’enduit de bouse et s’abat sur le visage de Zeus, lequel, surpris, casse les œufs. Zeus apprend alors les griefs du scarabée ignorés par l’aigle. Il réprimande l’aigle puis demande au scarabée, mais en vain, de se tenir désormais à distance de l’oiseau. Aussi change-t-il la saison de ponte des aigles pour la faire coïncider à une période où le bousier hiverne. Érasme a consacré un commentaire assez long à cette fable dans ses Adages (Le scarabée au pourchas de l’aigle).
Aristophane faisait souvent allusion à la fable d’Ésope dans ses pièces : dans La Paix, le héros galope vers l’Olympe pour libérer la déesse de la Paix, mais sa monture est un gigantesque bousier qui a ingurgité d’énormes quantité d’excréments.
En 1857, dans L'insecte, Jules Michelet admire le bousier « habillé de saphir », sans oublier qu'il vit « d’ordures et de décomposition ».
Dans La métamorphose de Franz Kafka, la forme transmutée du héros, Gregor Samsa, est qualifiée de « vieux bousier » par la femme de ménage (« alten Mistkäfer » - ce mot peut aussi se traduire « vieux scarabée de merde »).
Dans Bêtes de la brousse, René Maran évoque l'histoire de Bourihiyou le scarabée et de ses collègues bousiers.
Dans La structure du comportement, Maurice Merleau-Ponty utilise l'exemple du bousier, qui poursuit immédiatement sa marche après l'extirpation d'une ou plusieurs phalanges, pour expliquer que « la réorganisation du fonctionnement n’est donc pas déclenchée automatiquement par l’ablation d’une ou plusieurs phalanges » mais « sous la pression de conditions externes » : ainsi, le processus de marche normal de l'insecte mutilé « est abandonné quand l’animal parvient sur un sol lisse ». Par ailleurs, il soutient que cette réorganisation est improvisée,.
Dans Lauve le pur de Richard Millet, la passion de Thomas Lauve durant l'enfance pour l'étude des bousiers vient renforcer la « prégnance excrémentielle » des récits de Millet.

### Culture populaire
Dans les campagnes françaises, on appelait le bousier un « vincent » accompagné d'une comptine : « Saint Vincent ;
Donne moi ton sang rouge ;
J’te donnerai mon sang blanc ». Dans le Périgord, l'insecte se nomme « vache de Saint-Jean » et la comptine s'adapte ainsi : « Marguerite de Saint-Jean ;
Donne-moi de ton sang rouge ;
Je te donnerai de mon sang blanc ». Ces deux comptines font référence à la pratique qui consistait à remuer l'insecte avec un brin d'herbe pour qu'il produise un liquide rouge, puis à cracher sur le même insecte, lui donnant ainsi un « liquide blanc ».
Dans un conte (variante de Lune et chouette) de la région de Quezon, recueilli par Charles MacDonald en 1982 (auprès du narrateur Pilipi), le bousier propose son aide à la chouette en pleurs pour atteindre la lune mais celui-ci redescend hâté par les latrines, provoquant ainsi la tristesse renouvelée de la chouette.
Dans la mythologie aztèque, Mictlantecuhtli et Mictecacihuatl consomment pour plat principal des bousiers comme le rapporte Bernardino de Sahagún dans les Primeros Memoriales. En effet, leur lieu de vie (le Mictlan) est un lieu d'inversion selon Alfredo López Austin.
Chez les Wayãpi de Guyane française, il existe une « suite du bousier » composée de seize pièces. Ces suites sont interprétées durant les cérémonies tule.

### Médias
- Dans le jeu vidéo Hollow Knight, le bousier est un boss que l'on peut affronter.
- On peut apercevoir le bousier dans une scène de Microcosmos : Le Peuple de l'herbe. On suit l'animal en train de déplacer sa bouse avec les péripéties qu'il peut rencontrer.
- Dans L'Âge de glace 2, une famille de bousiers est présente.
- Dans Maya l'abeille, Ben et son oncle Kurt sont des bousiers amis de Maya.
- On peut aussi apercevoir le bousier dans un épisode de Pokémon lors du Cycle 3. Lors de cet épisode, Sacha et ses amis aperçoivent un bousier. Il s'ensuit une scène amusante où Sacha est raillé par ses amis, qui le comparent à un bousier, à la façon dont il fait rouler ses boulettes de riz avant de les avaler.
- On les trouve aussi dans la saga des Minuscules (saison 1 - DVD 1)
- Dans le jeu vidéo Ark: Survival Evolved, le bousier est une des créatures que le joueur peut apprivoiser, il y tient son rôle réel de coprophage et permet ainsi de produire de l'engrais pour culture.